# Розовка (Саратский район)
Розовка (укр. Розівка) — село, относится к Саратскому району Одесской области Украины.
Население по переписи 2001 года составляло 814 человека, по данным Розовского сельского совета на 2010 год население составляет около 1000 чел. Почтовый индекс — 68262. Телефонный код — 4848. Занимает площадь 2,37 км². Код КОАТУУ — 5124585101.

## История
В 1945 г. Указом ПВС УССР хутор Розенфельд переименован в Розовку.

## Местный совет
68262, Одесская обл., Саратский р-н, с. Розовка, ул. Советская, 2